# Agromyza insolens
Agromyza insolens este o specie de muște din genul Agromyza, familia Agromyzidae, descrisă de Spencer în anul 1963. Conform Catalogue of Life specia Agromyza insolens nu are subspecii cunoscute.